# Afina Goudschaal
Afina Catharina Gesina Goudschaal (Roden, 23 februari 1877 – Den Haag, 10 februari 1956) was een Nederlandse schilder.

## Leven en werk
Goudschaal was een dochter van de predikant Johan Bernhard Goudschaal (1835-1910) en Catharina Arnoldina Koning Uilkens (1837-1908). Ze volgde een opleiding aan Academie Minerva in de stad Groningen, waar ze les kreeg van onder anderen Ferdinand Oldewelt en Dirk de Vries Lam. In 1897, bij het honderdjarig bestaan van de academie, ontving ze de bronzen medaille in de damesklasse. Alida van Houten behaalde de zilveren medaille.
Vanaf 1911 woonde en werkte Goudschaal in Den Haag, ze werd lid van de Haagse Kunstkring. Ze verkreeg bekendheid als miniatuurschilderes; ze maakte portretten in miniatuur op ivoor, waaronder een serie van de koninklijke familie.
Goudschaal overleed in 1956 in Den Haag, twee weken voor haar negenenzeventigste verjaardag, en werd gecremeerd in Velsen.